# Cathédrale Sainte-Marie de Limerick
Cette  cathédrale ne doit pas être confondue avec une autre cathédrale de Limerick.
 D’autres cathédrales portent le nom de cathédrale Sainte-Marie.
La cathédrale Sainte-Marie (Saint Mary's Cathedral) est une cathédrale anglicane située à Limerick, et dédiée à la Vierge Marie.
La cathédrale fut fondée en 1168, mais avant de devenir un lieu de culte, l'édifice était le palais du dernier roi irlandais de Munster. Encore auparavant, le parlement des Vikings, le Thingmoot se trouvait ici (entre 700 et 1000).

## Architecture
Fondée en 1168 sur le site d'un ancien palais des rois de Thomond, la cathédrale présente une riche mosaïque de styles architecturaux avec des arcs et des portes romans et des fenêtres gothiques. D’abord achevée vers 1194, son plan original est en  forme de croix latine. Des ajouts ont été faits à la cathédrale deux siècles plus tard, pendant l'épiscopat de Stephen Wall, évêque de Limerick (1360-1369). La porte romane du côté ouest considérée comme l'entrée d'origine de la maison de réunion des Vikings, est une impressionnante sculpture de chevrons et de motifs. Comme beaucoup d'églises médiévales en Irlande, l'édifice a été fortement restauré par les Victoriens.
Élévation ouest avec une tour s'élevant au-dessus de la baie d'entrée avec un portail roman en grès décoré et trois fenêtres à lancettes au-dessus. La baie d'entrée est surmontée de contreforts et prolongée de chaque côté par une nef crénelée à deux étages et par les élévations de la chapelle.
L'édifice est surmonté d'un cordon avec parapet crénelé et tourelles crénelées à chaque angle.
Le chœur est doté d'une triple fenêtre à arc brisé en pierre de taille calcaire.
Toutes les fenêtres, à l'exception de celles de la claire-voie, sont ornées de vitraux. Les hautes fenêtres à lancettes de la chapelle centrale nord ont des vitraux modernes.
Un jubé en pierre et des balustrades en étain et en verre délimitent la zone de l'autel historique.
Le trône de l'évêque est surmonté d'un dais en bois orné. Le monument baroque contient les effigies de Donogh O'Brien (en), comte de Thomond, et de son épouse Elizabeth Fitzgerald Mor O'Brien, dernier roi de Munster et fondateur de la cathédrale.
La chapelle Pery contient l'effigie en marbre blanc d'Edmund Pery, Lord Glentworth, décédé en 1844. Une statue de marbre blanc représentant John Jebb (en), mort en 1833, assis, domine la chapelle Arthur au milieu des plaques murales.

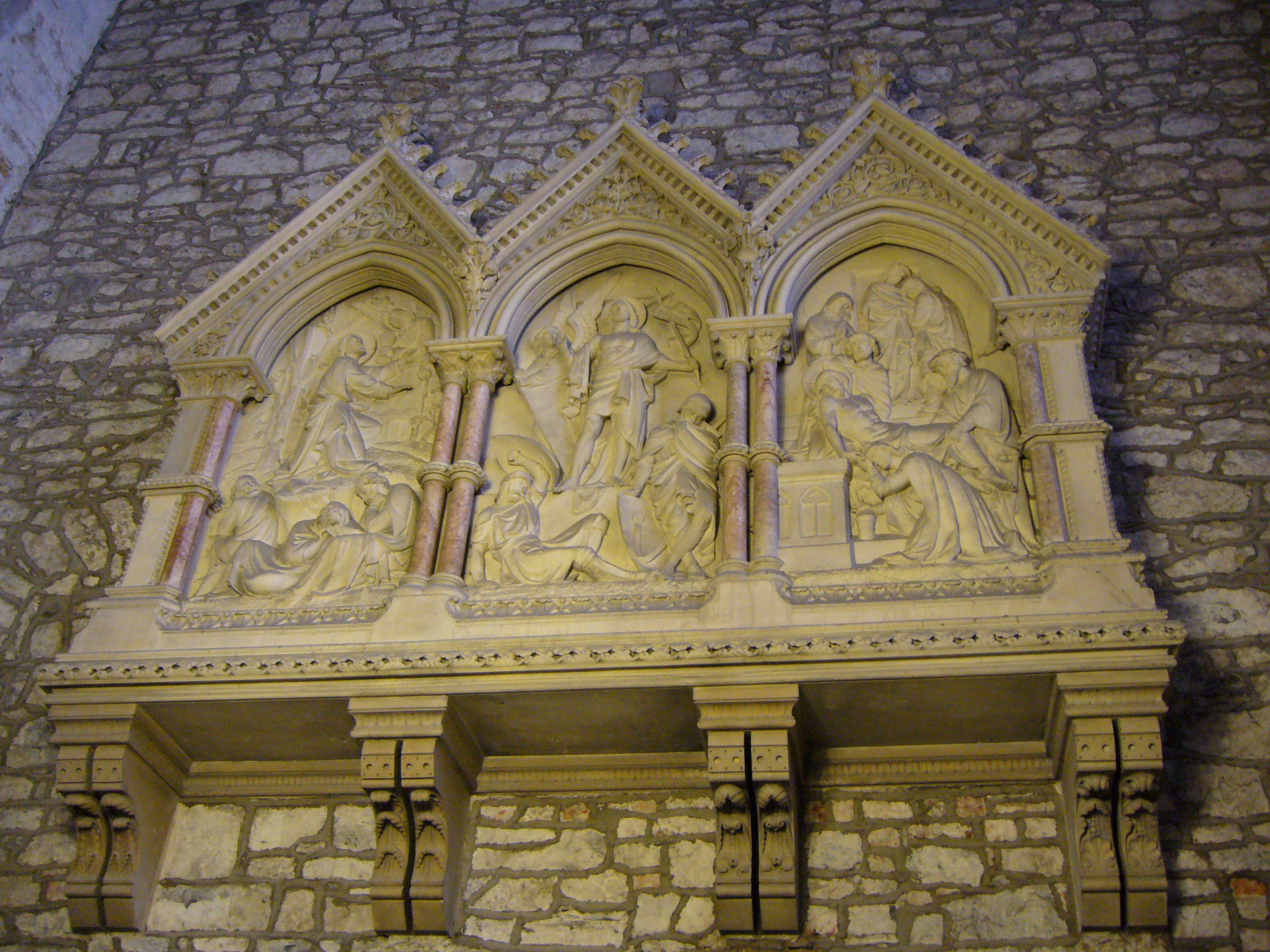
Retable de Westopp

Le retable en mémoire de Thomas Johnson Westropp (en) représente trois scènes : l'Agonie dans le Jardin, l'enterrement du Christ et la Résurrection.